# Chlidones apicalis
Chlidones apicalis är en skalbaggsart som beskrevs av Leon Fairmaire 1902. Chlidones apicalis ingår i släktet Chlidones och familjen långhorningar.
Artens utbredningsområde är Madagaskar. Inga underarter finns listade i Catalogue of Life.